# 张店乡 (鲁山县)
张店乡，是中华人民共和国河南省平顶山市鲁山县下辖的一个乡镇级行政单位。

## 行政区划
张店乡下辖以下地区：
张店村、林王村、白庄村、界板沟村、雷趴村、崔沟村、张爻村、邢沟村、宋村、马村、刘湾村、李村、白象店村、袁家沟村、郭庄村和王湾村。